# Heriades aldabranus
Heriades aldabranus är en biart som beskrevs av Cockerell 1912. Heriades aldabranus ingår i släktet väggbin, och familjen buksamlarbin. Inga underarter finns listade i Catalogue of Life.